# Chesneya turkestanica
Chesneya turkestanica är en ärtväxtart som beskrevs av Adrien René Franchet. Chesneya turkestanica ingår i släktet Chesneya och familjen ärtväxter. Inga underarter finns listade i Catalogue of Life.